# Braeburn

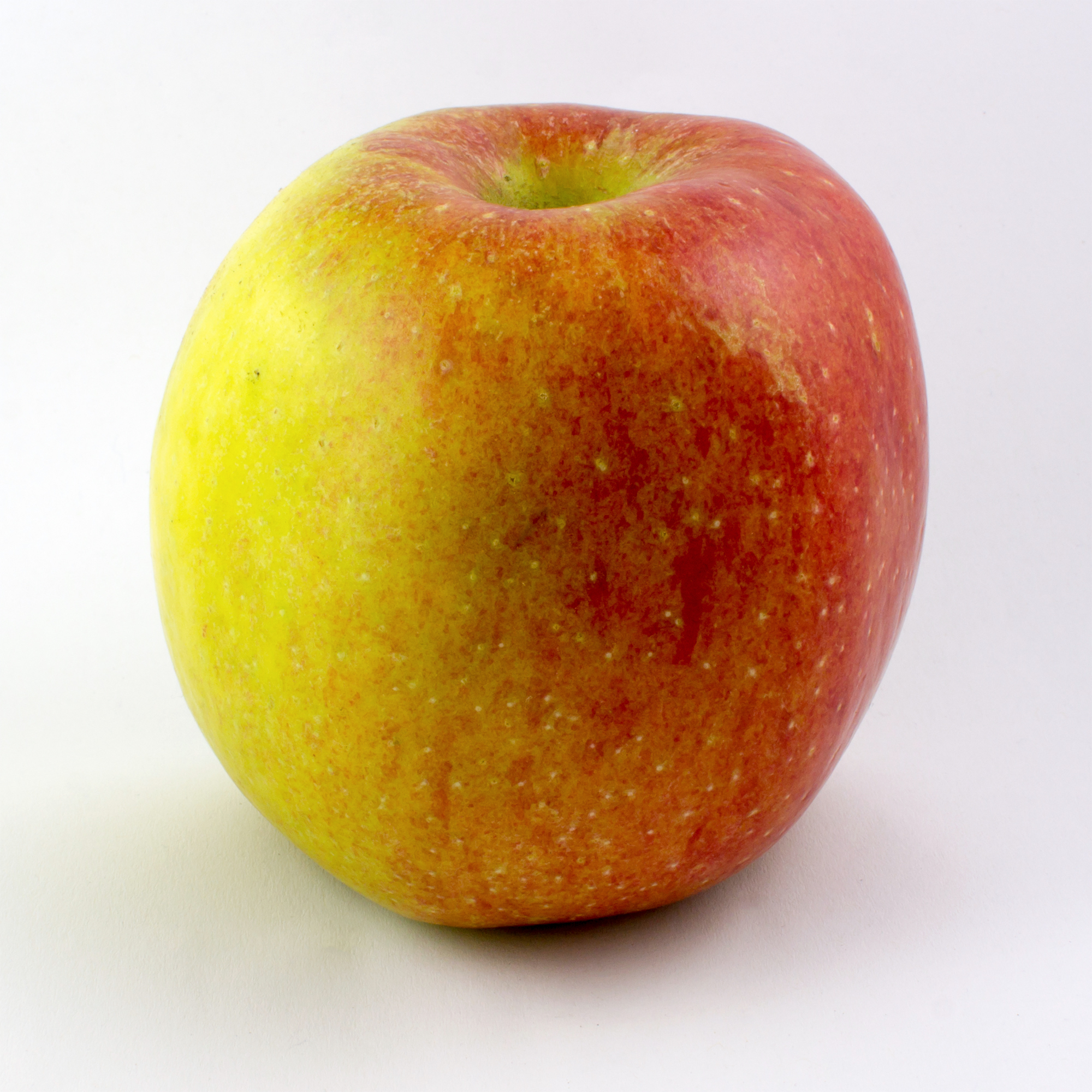

Braeburn (Malus domestica 'Braeburn') je ovocný strom, kultivar druhu jabloň domácí z čeledi růžovitých. Plody jsou řazeny mezi odrůdy zimních jablek, sklízí se v říjnu, dozrává v březnu, skladovatelné jsou do května. Odrůda je považována za náchylnou vůči některým chorobám, odrůdu nelze pěstovat bez chemické ochrany.

## Historie

### Původ
Byla vyšlechtěna na Novém Zélandu v roce 1950. Původ je ale nejistý. Je uváděno, že odrůda vznikla zkřížením odrůd 'Granny Smith' a 'Lady Hamilton'.

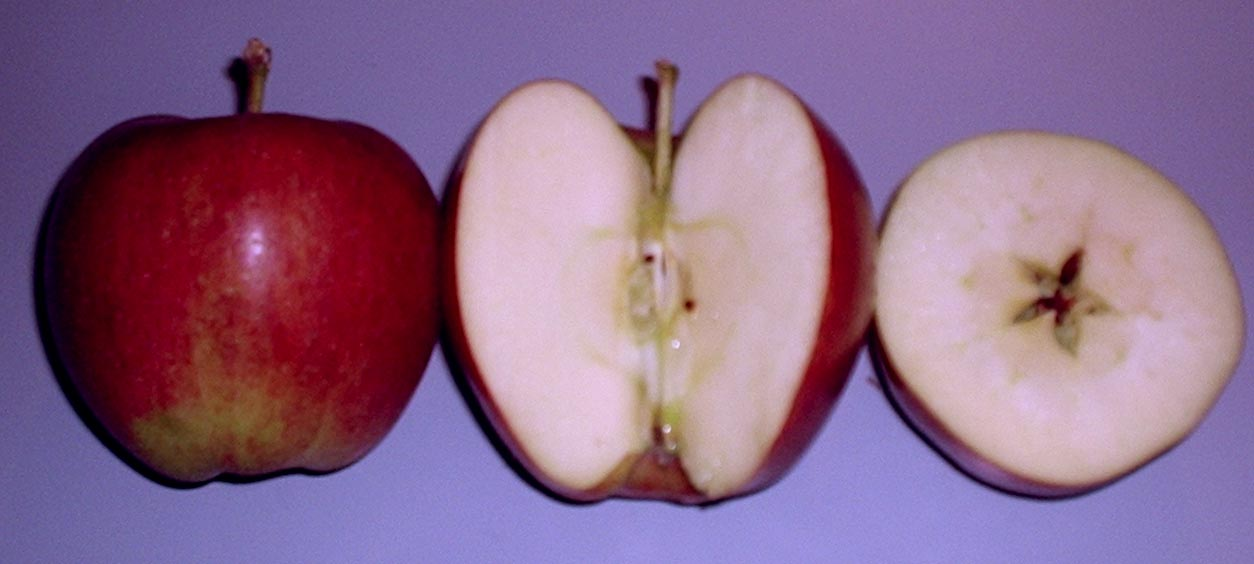

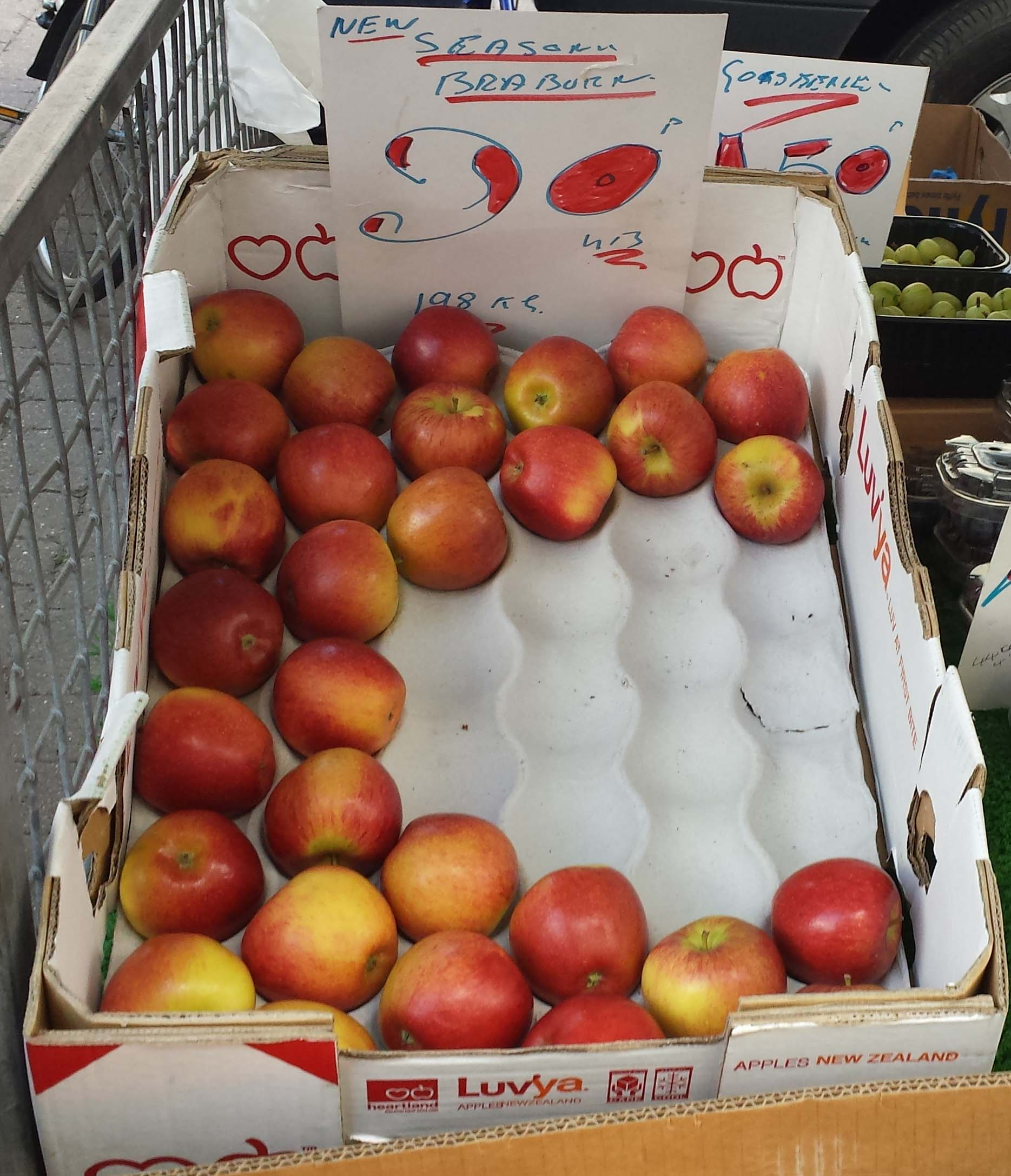
Prodávaná jablka odrůdy Braeburn.

## Vlastnosti

### Růst
Růst odrůdy je střední. Pravidelný řez je vhodný. Plodonosný obrost je krátký.

## Plodnost
Plodí záhy, mnoho a pravidelně.

## Plod
Plod je vysoce podlouhlého tvaru nebo jen mírně kuželovitý, velký. Slupka hladká, žlutozelené zbarvení je překryté červeným žíháním. Dužnina je krémového zbarvení až nažloutlá, poměrně dosti tuhá, se sladce navinulou chutí, jen středně šťavnatá, dobrá.
- neotlačuje se, má výbornou skladovatelnost

## Choroby a škůdci
Odrůda je náchylná k strupovitosti jabloní, padlí, houbovým chorobám jabloní obecně, ale je náchylná i bakteriální spále růžovitých.

## Použití
Je velmi vhodná ke skladování a transportu. Lze ji použít k přímému konzumu. Jako odolnější kultivar je doporučován Topaz.